# Tilos
Tilos (em grego:  Τήλος); forma antiga: Telos) é uma pequena ilha grega e um município situado no Mar Egeu. Faz parte do grupo de ilhas do Dodecaneso, e situa-se a meio caminho entre Cós e Rodes. Tem 533 habitantes (censo de 2001).

## História

### Neolítico
Há cerâmica e ferramentas de pedra descobertas em Kharkhadió que indicam atividade humana em Tilos no período neolítico inicial (8 000-7 000 a.C.), juntamente com restos de ossos de um elefante-anão (1m20-1m60 de altura), que a datação por radiocarbono situa entre 7 000 a 4 000 a.C.. Masseti (2001) sugere a coexistência destes animais com seres humanos. 

### Idade de Bronze do Egeu
Escavações identificaram construções de Pelasgos que sugerem que Tilos foi sucessivamente dominada por minoicos, micénicos e dórios. 

### Antiguidade clássica
- A ilha floresceu durante a época clássica, cunhou a sua própria moeda e foi famosa pelas suas roupas e perfumes.
- Telos reclama que a poeta Erina (disse que amiga de Safo) nasceu na ilha por volta de 350 a.C.. Charles Anthon (1853) descrevê-la-ia assim: "Erina (Ήριννα) amiga e contemporânea de Safo (por volta de 612 a.C.) morreu aos 19, deixou os seus poemas que se consideram dignos de comparar aos de Homero. Os seus poemas eram do tipo épico, o principal deles Ήλακάτη, "A roca", que constava de trezentas linhas, das quais só restaram quatro. Foi escrito em dialeto que é uma mistura de estilo dórico e eólico, e que se falava em Rodes ou na ilha adjacente de Telos, onde nasceu Erina. Também é chamada lesbiana e Mitilene, em razão da sua residência em Lesbos com Safo. Há vários epigramas a Erina, em seu louvor, e lamentando a sua morte prematura. Três epigramas da Antologia grega atribuem-se a ela, dos quais o primeiro tem o ar autêntico da antiguidade, mas os outros dois, dedicados a Baucis, parecem ser uma invenção posterior. "
- No século VII a.C., colonos de Tilos e Lindos estabeleceram-se na Sicília e fundaram a cidade de Gelas.
- Heródoto (484 a. C. - c. 425 aC) descreveu os séculos anteriores a si como a idade de ouro de Tilos.
- No século V a.C., Tilos foi membro da Primeira Liga de Delos e manteve a sua independência até ao final da Guerra do Peloponeso.
- Desde o século IV a.C., e durante 200 anos, Tilos estivo sob o Império Selêucida, o Cario e o Egito Ptolemaico sob influência de Rodes, até que em 200 a.C. a ilha passou a integrar a Confederação de Rodes.
- A ilha foi conquistada por Roma no ano 42 a.C. Os achados arqueológicos de Roma e dos princípios da época cristã demonstram a prosperidade da ilha ata o grande sismo de 551 d.C..